# Streets of Love
Singles de The Rolling Stones
Sympathy for the Devil (remix)
(2003) Rain Fall Down
(2005)
Streets of Love est une chanson du groupe de rock britannique The Rolling Stones parue en single double-face A avec Rough Justice le 22 août 2005 peu de temps avant la sortie de l'album A Bigger Bang dont elle est extraite.

## Description
Streets of Love, une ballade puissante avec un arrangement à base de guitare et un refrain en falsetto, a reçu une très forte promotion commerciale, bien qu'elle n'ait pas réussi à devenir un grand succès aux États-Unis. En revanche, il est devenu numéro un en Espagne, dans le top 10 en Argentine, en Belgique, au Danemark, en Finlande, aux Pays-Bas et en Suède, et dans le top 20 en Allemagne, en Grèce, en Italie et en Norvège. C'était également un top 20 au Royaume-Uni (où il est sorti en double face A avec Rough Justice), atteignant la quinzième place dans le classement single, quelque 42 ans après leur premier single britannique Come On.
Le clip de la chanson a été tourné dans une boite de nuit à Ottawa appelée Zaphod Beeblebrox (en référence à un personnage dans Le guide du voyageur galactique), et l'acteur canadien Tan Arcade y joue dedans.
Streets of Love est l'une des rares chansons des Rolling Stones (avec notamment Start Me Up, You Can't Always Get What You Want et She's a Rainbow) autorisées à être utilisées dans les publicités. On l'entend dans une publicité télévisuelle pour le fournisseur de téléphonie mobile Vodafone Italia, dans laquelle apparaît également la mannequin emblématique de l'entreprise, Megan Gale. Elle apparait également dans plusieurs épisodes de Des jours et des vies.
La chanson est interprétée en concert pour la première fois le 11 juillet 2006 à San Siro à Milan, Italie.

## Personnel
- Mick Jagger : chant, guitare rythmique électrique
- Keith Richards : guitare acoustique
- Ron Wood : guitare électrique solo
- Charlie Watts : batterie
- Darryl Jones : basse
- Chuck Leavell : piano et orgue
- Matt Clifford : piano, orgue, cordes et programmation

## Classements
| Classements (2005)                      | Meilleure position |
| --------------------------------------- | ------------------ |
| Autriche (Ö3 Austria Top 40)            | 26                 |
| Belgique (Flandre Ultratop 50 Singles)  | 41                 |
| Belgique (Wallonie Ultratop 50 Singles) | 6                  |
| Canada (Nielsen SoundScan)              | 10                 |
| Danemark (Tracklisten)                  | 4                  |
| Europe (Eurochart Hot 100)              | 16                 |
| Finlande (Suomen virallinen lista)      | 10                 |
| Allemagne (Media Control AG)            | 15                 |
| Grèce (IFPI)                            | 15                 |
| Hongrie (Rádiós Top 40)                 | 32                 |
| Irlande (IRMA)                          | 27                 |
| Italie (FIMI)                           | 17                 |
| Pays-Bas (Nederlandse Top 40)           | 12                 |
| Pays-Bas (Single Top 100)               | 5                  |
| Norvège (VG-lista)                      | 14                 |
| Écosse (OCC)                            | 29                 |
| Espagne (PROMUSICAE)                    | 1                  |
| Suède (Sverigetopplistan)               | 5                  |
| Suisse (Schweizer Hitparade)            | 21                 |
| Royaume-Uni (UK Singles Chart)          | 15                 |